# Солунска многопрофилна болница „Георгиос Гениматас“
Солунската обща болница „Георгиос Гениматас“, (на гръцки: Γενικό Νοσοκομείο Θεσσαλονίκης „Ο Άγιος Δημήτριος“) е държавна болница в македонския град Солун, Гърция. Болницата е обединена в една институция с болницата „Свети Димитър“.

## Местоположение
Болницата е разположена в североизточната част на града, на улица „Етники Амина“ № 41, срещу Солунския университет и историческите гробища Свето Благовещение (Евангелистрия).

## История
Сградата с П-образна форма датира от 1880 година и е построена за настаняване на съоръженията на Конното османско жандармерийско училище. Той се състои от централен корпус и две странични крила с голям между тях, който да обслужва нуждите на жандармерията. Конюшните са били на приземния етаж.
По време на Първата световна война по искане на Женското дружество „Национална отбрана“ (съпруги на триумвирата Венизелос, Данглис, Кундуриотис) на 27 октомври 1916 година е създадена Трета военна болница (Γ’ Στρατιωτικό Νοσοκομείο) или Болница на Червения кръст“ (Νοσοκομείο Ερυθρού Σταυρού) с капацитет приблизително 400 легла. Британският, гръцкият и френският Червен кръст допринесят за оборудването ѝ.
В 1919 година сградата е предадена на Военната здравна служба и функционира като военна болница. От 1922 година той е реновиран и оборудвана за сметка на Елена Венизелос и двойката Емануил и Виргиния Цудерос и на 13 февруари 1923 година отваря врати с 220 легла като Централна бежанска болница (Κεντρικό Νοσοκομείο Προσφύγων), за да осигури болнични грижи за бежанците от Мала Азия.
В 1941 година сградата е зета от германските окупационни войски, а болницата е прехвърлена в Каламария в Приюта за бездомни деца, по-късно Техническо училище „Аристотел“ и Дом за стари хора. В 1945 година болницата се връща в старата си сграда. През 1951 година в двора е изградено ново крило, а в 1974 година е добавено още едно ново крило. В 1978 година болницата претърпява сериозни щети при Солунското земетресение и работата ѝ̀ спира. Отваря отново врати постепенно в 1980 година. В 1984 година е разширена в съседен парцел от 700 m2, където са изградени амбулатории. Съветът на директорите на сестринското училище „Висши братя“ предоставя парцел от 700 кв. м. която е в съседство с болницата и са изградени нейните редовни амбулатории. Две години по-късно получава като дарение и сградата на училището, в която се помещават педиатричните клиники (педиатрична хирургия, педиатрия, ортопедия). На 6 юни 1995 година болницата е преименувана, по предложение на Съвета на директорите в Солунска многопрофилна болница „Георгиос Гениматас“, а в 2012 година е административно свързана с болницата „Свети Димитър“.